# 安藤直之
安藤 直之（あんどう なおゆき）は、江戸時代中期から後期にかけての旗本（寄合）。官位は従五位下・伊予守。石高は4535石。

## 生涯
寛保2年（1742年）12月22日、遠江国浜松藩主・松平信祝の五男として江戸にて誕生した（幕府には元文5年（1740年）生まれと届ける）。同族である上野国高崎藩主・松平輝高の仮養子となっていたが、輝高の実子が成長して丈夫届を幕府に提出したため、宝暦4年（1754年）7月に解消された。宝暦6年（1756年）2月23日に250石を与えられ、三河国吉田藩谷中下屋敷の山之屋形へ引越す。
明和3年（1766年）8月11日に旗本・安藤直元の婿養子となり、直之と名乗る。明和4年（1767年）3月19日に初めて10代将軍・家治に拝謁した。明和6年（1769年）4月15日、直元の隠居により家督を相続した。明和8年（1771年）3月27日に中川御番、安永2年（1773年）12月12日に火消役となる。同年同月16日、布衣の着用を許される。安永9年（1780年）11月15日に百人組頭、寛政4年（1792年）12月24日に小姓組番頭となる。同年同月28日、従五位下・伊予守に叙任される。寛政9年（1797年）6月5日に西丸書院番頭、寛政10年（1798年）12月10日に書院番頭となる。享和3年（1803年）閏1月30日に大番頭となり、二条在番を勤める。文化2年（1805年）2月29日に駿府城代となり、同年8月11日に在職のまま駿府で病死した。享年64（公的には66）。

## 系譜
- 父：松平信祝（1683年 - 1744年）
- 母：狭妻 - 側室、清凉院、小林氏
- 養父：安藤直元
- 正室：安藤直元の娘
- 生母不明の子女
  - 男子：安藤直温
  - 男子：安藤保之
  - 三男：安藤直則（1780年 - 1823年） - 安藤直與の養子
  - 男子：武藤安存
  - 五男：安藤直與（1790年 - 1809年） - 安藤道紀の養子
  - 女子：斎藤利道室
  - 女子：酒井忠徹室